# Leptogenys lucidula
Leptogenys lucidula é uma espécie de formiga do gênero Leptogenys, pertencente à subfamília Ponerinae.